# Keava
Keava är en ort i Estland. Den ligger i Kehtna kommun och landskapet Raplamaa, i den centrala delen av landet, 60 km söder om huvudstaden Tallinn. Keava ligger 74 meter över havet och antalet invånare är 294.
Terrängen runt Keava är mycket platt, och sluttar västerut. Runt Keava är det glesbefolkat, med 10 invånare per kvadratkilometer. Närmaste större samhälle är Rapla, 9,3 km nordväst om Keava. I omgivningarna runt Keava växer i huvudsak blandskog.